# Friedrich Wohlwill
Johann Friedrich Wohlwill (* 20. August 1881 in Hamburg; † 15. Juli 1958 in Brookline) war ein deutscher Neurologe, Serologe und Pathologe.

Friedrich Wohlwill (1881–1958)

## Leben und Wirken

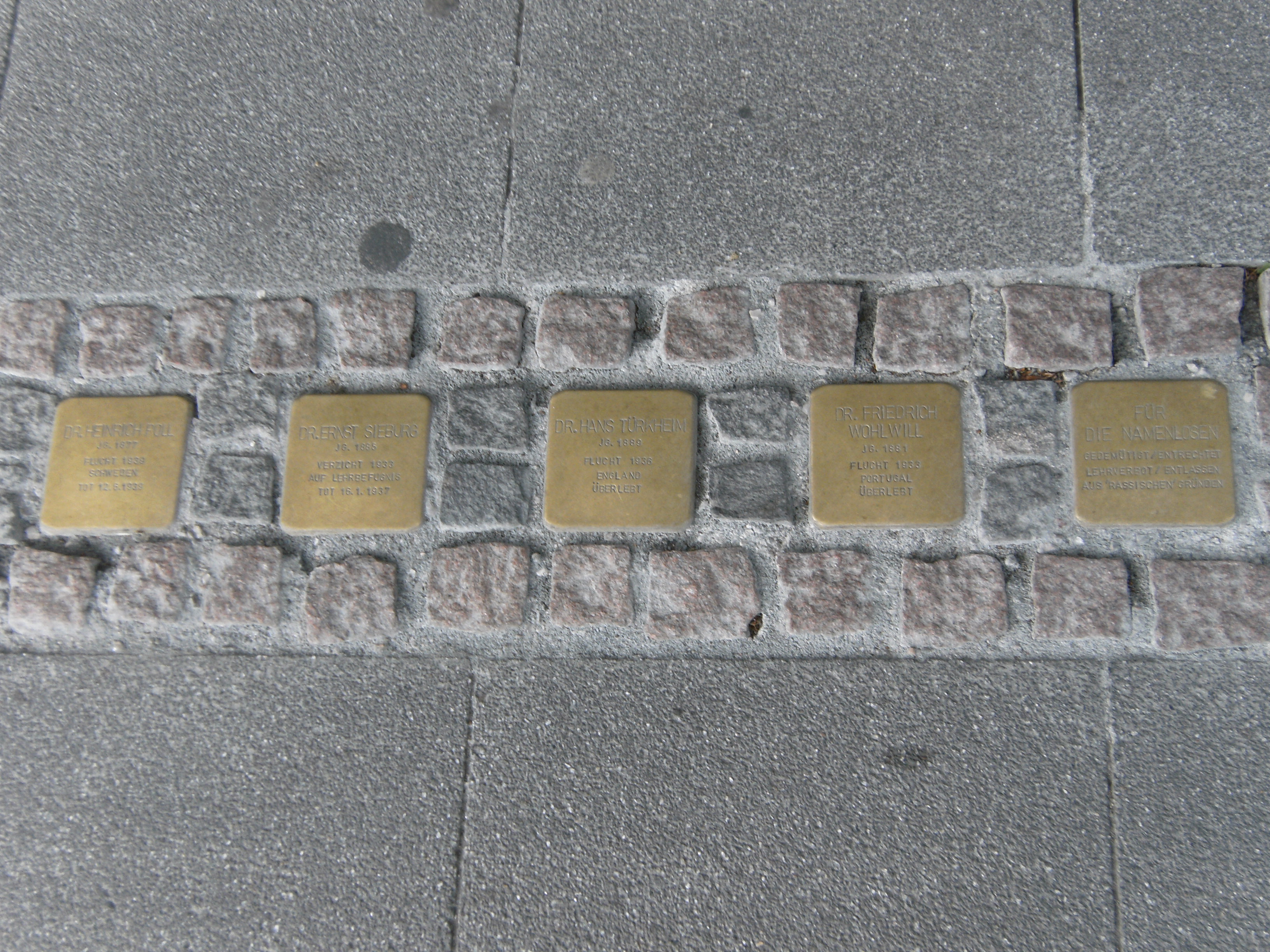
Stolpersteine vor dem Eingang zum Hauptgebäude O 10 des Universitätsklinikums Hamburg, darunter Stolperstein für Friedrich Wohlwill

Friedrich Wohlwill war ein Sohn des Chemikers Emil Wohlwill. Zu seinen Schwestern gehörte die Malerin Gretchen Wohlwill. Friedrich Wohlwill  legte 1900 die Abiturprüfung am Wilhelm-Gymnasium in Hamburg ab. Anschließend studierte er Medizin an den Universitäten in Freiburg, München und Straßburg. Ab 1906 arbeitete er an verschiedenen Orten längere Zeit als Assistent. Dazu gehörten das Pathologische Institut des Allgemeinen Krankenhauses Eppendorf bei Eugen Fraenkel und ab 1908 ebenda die Neurologie bei Max Nonne. Nach seiner Assistenzarztzeit an der neuro-psychiatrischen Klinik Halle eröffnete er 1912 in Hamburg eine Praxis als Facharzt für Nervenkrankheiten, die sich in der Dammtorstraße befand. Daneben forschte er am Pathologischen Institut des Allgemeinen Krankenhauses Eppendorf. Ab 1919 arbeitete er dort auch als Sekundärarzt und erhielt ein Jahr später die Lehrbefähigung. 1924 folgte er am Krankenhaus in St. Georg auf Morris Simmonds als Leiter des Pathologischen Instituts. Bis 1933 gab er Vorlesungen über pathologische Anatomie an der medizinischen Fakultät der Universität Hamburg.
Nach der Machtergreifung galt Wohlwill aufgrund seiner jüdischen Abstammung als „Nichtarier“. Basierend auf dem Gesetz zur Wiederherstellung des Berufsbeamtentums verlor er die Lehrerlaubnis und die Stelle am Krankenhaus St. Georg. Er führte seine eigene Praxis weiter und übernahm für kurze Zeit eine Prosektur am Israelitischen Krankenhaus. 1933 verließ er das Deutsche Reich und wanderte nach Portugal aus. Max Nonne verhalf ihm zu einer Stelle als pathologischer Anatom am Instituto Português de Oncologia der Universitätsklinik Santa Marta in Lissabon. Als Prosektor gründete er ein pathologisches Forschungsinstitut und etablierte in Portugal die zeitgemäße pathologisch-anatomische Lehre. Einem Ruf der Universität Lissabon auf einen Lehrstuhl folgte er nicht und emigrierte ein Jahr später aufgrund familiärer Umstände in die Vereinigten Staaten, wo sich drei seiner Söhne aufhielten.
Wohlwills Frau Emma (geborene Schwartz; * 22. Februar 1891 in Hamburg; † November 1980 in New York) gehörte während der Jahre in Lissabon, wohin auch ihre Schwägerin Gretchen Wohlwill emigriert war, zu den Unterstützerinnen der von Wilfrid Israel begonnenen und von Perez Leshem fortgesetzten Rettungsaktionen für jüdische Flüchtlinge auf der Iberischen Halbinsel.
In den USA arbeitete Wohlwill für kurze Zeit als Pathologe in Cooperstown und ab 1947 am Danvers State Hospital in Hawthorne. Ab 1952 forschte er als Assistant Principal Investigator der Universität Boston zu Fragen der Atomenergie und unterrichtete von 1953 bis Lebensende Pathologie als Consultant des Instituts für Neuropathologie des Warren Anatomical Museums der Harvard Medical School, für das er auch Studien vornahm.

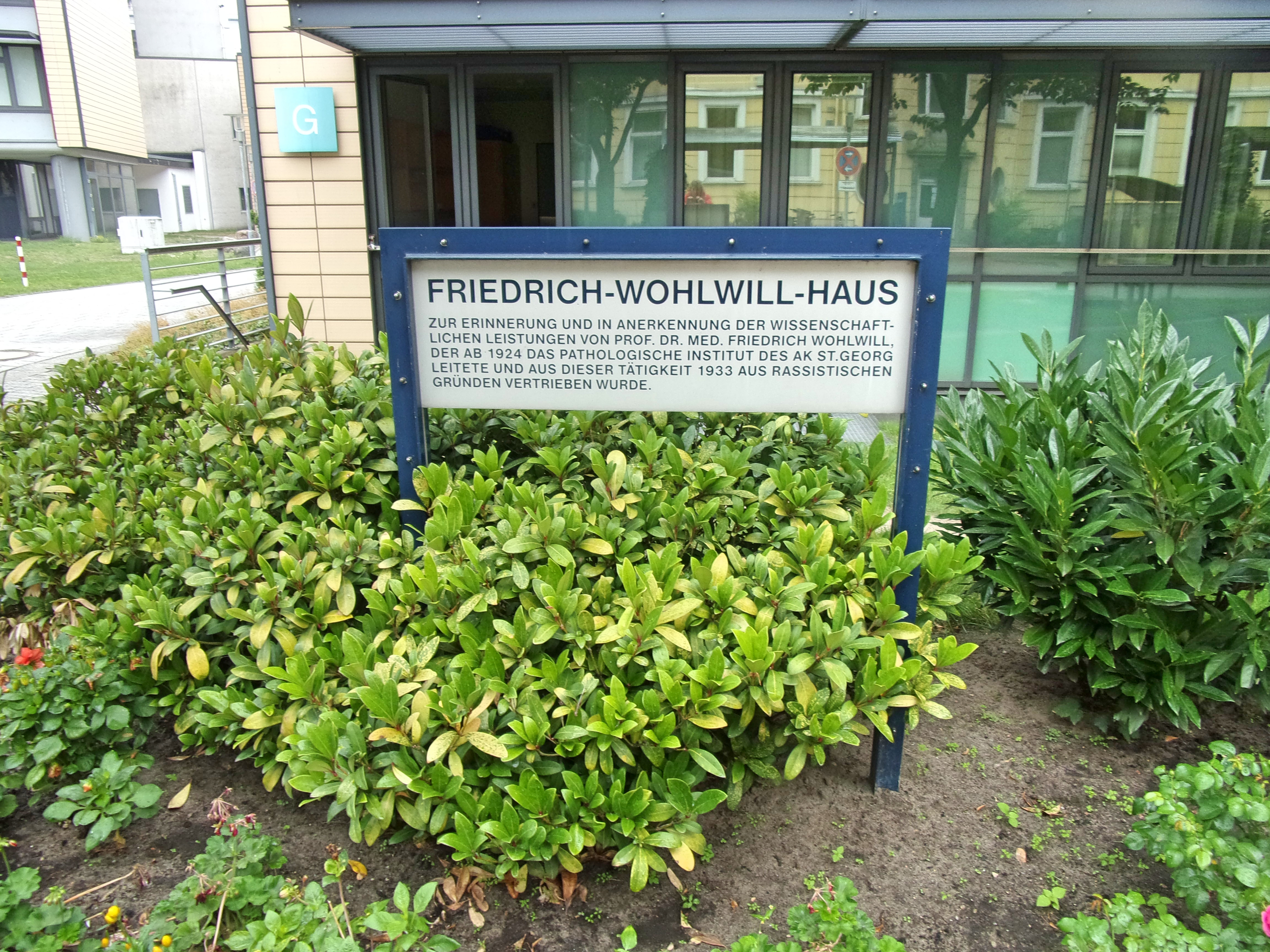
Tafel am Haus G der Asklepios-Klinik St. Georg in Hamburg für Prof. Dr. med Friedrich Wohlwill

Wohlwill war Mitglied mehrerer internationaler Vereinigungen. Dazu gehörten die Academia das Ciências in Lissabon, die American Association of Pathologists and Bacteriologists und die New England Pathological Society. Die Deutsche Gesellschaft für Neurologie nahm ihn 1952 als korrespondierendes Mitglied auf.
Nach Ende des Zweiten Weltkriegs reichte Wohlwill bei der Hamburger Universität einen Antrag zur Anerkennung seiner wissenschaftlichen Leistungen als ordentlicher Professor ein. Im Rahmen des Wiedergutmachungsverfahrens gab die Medizinische Fakultät 1957/58 dem Antrag nicht statt. 1999 erhielt das Haus G für Hämatologie und Onkologie des AK St. Georg die Bezeichnung „Friedrich-Wohlwill-Haus“.

## Forschung
Wohlwill forschte zu Krebserkrankungen und zur Hirnpathologie. Er schrieb über 140 Aufsätze, darunter von 1933 bis 1946 50 Publikationen in portugiesischer Sprache.
Unter anderen nach ihm ist das Synonym Wohlwill-Andrade-Syndrom für die Familiäre Amyloidpolyneuropathie Typ I benannt.